# Lidia Popova
Lidia Popova (em russo:  Ли́дия Попо́ва) foi uma patinadora artística russa que competiu em competições de duplas. Com Alexander Fischer foi medalhista de bronze no Campeonato Mundial de 1908.

## Principais resultados

### Duplas com Alexander Fischer
| Resultados         | Resultados        | Resultados    | Resultados    | Resultados    | Resultados    | Resultados    | Resultados    | Resultados    | Resultados    | Resultados    | Resultados    | Resultados    |
| Internacional      | Internacional     | Internacional | Internacional | Internacional | Internacional | Internacional | Internacional | Internacional | Internacional | Internacional | Internacional | Internacional |
| Evento/Temporada   | 1907– 1908        |               |               |               |               |               |               |               |               |               |               |               |
| ------------------ | ----------------- | ------------- | ------------- | ------------- | ------------- | ------------- | ------------- | ------------- | ------------- | ------------- | ------------- | ------------- |
| Campeonato Mundial | Medalha de bronze |               |               |               |               |               |               |               |               |               |               |               |
|                    |                   |               |               |               |               |               |               |               |               |               |               |               |

### Individual feminino
| Resultados       | Resultados       | Resultados | Resultados | Resultados | Resultados | Resultados | Resultados | Resultados | Resultados | Resultados | Resultados | Resultados |
| Nacional         | Nacional         | Nacional   | Nacional   | Nacional   | Nacional   | Nacional   | Nacional   | Nacional   | Nacional   | Nacional   | Nacional   | Nacional   |
| Evento/Temporada | 1910– 1911       |            |            |            |            |            |            |            |            |            |            |            |
| ---------------- | ---------------- | ---------- | ---------- | ---------- | ---------- | ---------- | ---------- | ---------- | ---------- | ---------- | ---------- | ---------- |
| Campeonato Russo | Medalha de prata |            |            |            |            |            |            |            |            |            |            |            |
|                  |                  |            |            |            |            |            |            |            |            |            |            |            |